# Ogrody Borghese

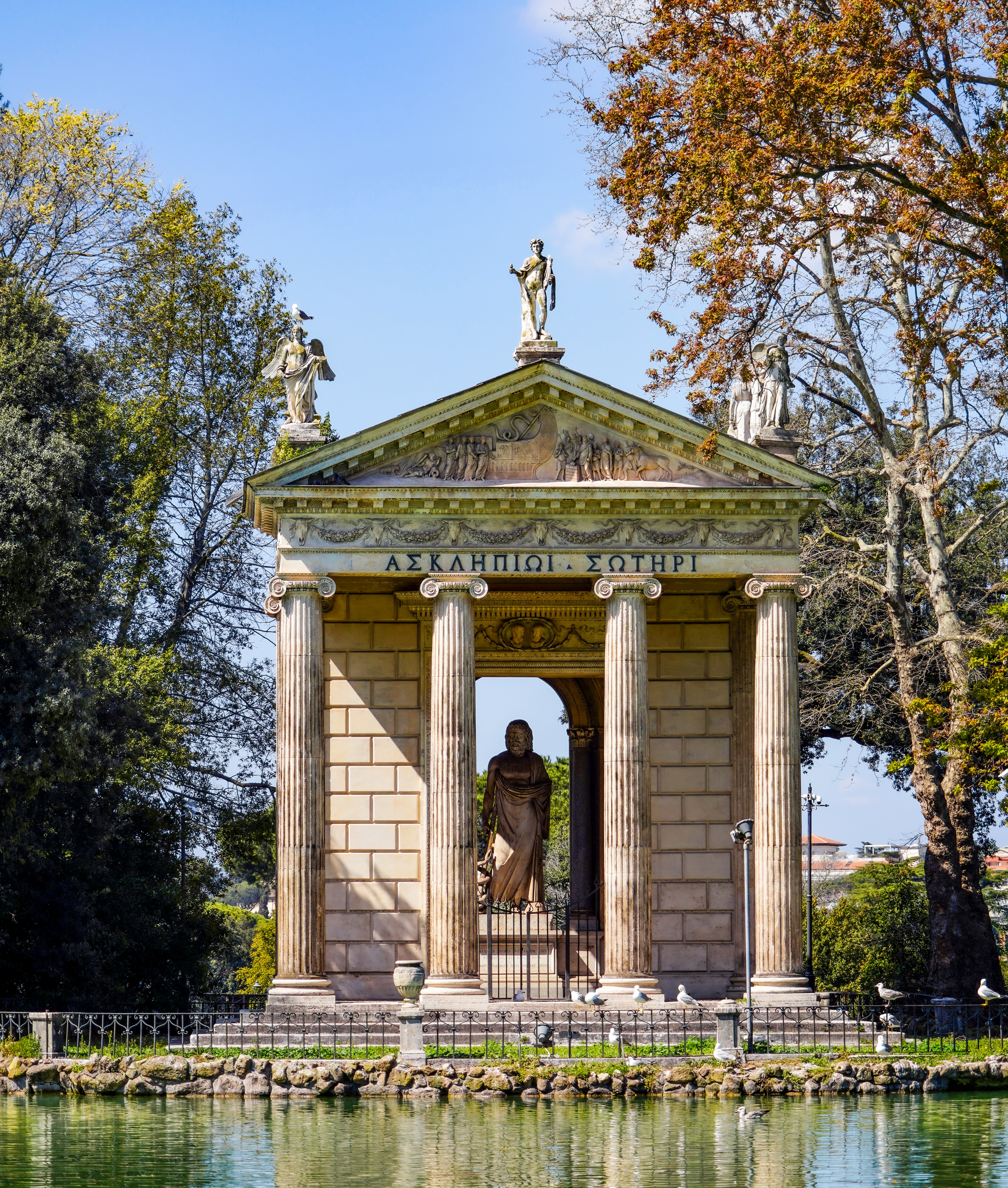
Widok na świątynię Asklepiosa w parku.

Ogrody Willi Borghese – park w Rzymie, utworzony pierwotnie jako ogród willi Borghese. Park charakteryzuje się malowniczymi świątyniami stylizowanymi na ruiny, wieloma rzeźbami oraz kopiami innych zabytków (np. Łuku Septymiusza Sewera).

## Historia
- 1605 – utworzenie ogrodów dla kardynała Scypiona Borghese, kuzyna papieża Pawła V. Park został obsadzony 400 piniami, między którymi umieszczono rzeźby Pietra Berniniego oraz fontanny Giovanniego Fontany
- pocz. XIX wiek – park i willa stały się własnością księcia Camilla Borghese, który założył kolekcję dzieł sztuki.
- 1901 – park stał się własnością państwa włoskiego